# Шилінг Йосип Михайлович
Йосип Михайлович Шілінг (14 лютого 1953, Вороблевичі, Дрогобицький район, Дрогобицька область, Українська РСР — 20 лютого 2014, Київ, Україна) — учасник Євромайдану. Герой України.

## Біографія
Під час національного відродження і боротьби за відновлення Української державності Йосип Шилінг як член Української Гельсінської Спілки, а відтак член Української республіканської партії.
Разом з дружиною Анною виховали 2 дочок, мають чотирьох внучок. За професією — будівельник. Останні роки їздив на заробітки до Італії.

## На Майдані
На вулиці Інститутській знаходились снайпери, які вели прицільний вогонь по активістах самооборони та людях поблизу готелю «Україна» та Жовтневого палацу.
Застрелений снайпером біля Жовтневого палацу. Куля увійшла в чоло, вище від лівого ока. Смерть настала миттєво.
Постраждалих заносили до фоє готелю «Україна». Йосипа Шилінга — ідентифіковано серед перших убитих. Повідомлення надійшло близько 12:00.

## Вшанування пам'яті
Віддати шану Герою Майдану прийшло близько 5 тисяч людей. Серед них — родина і побратими загиблого, священики, представники Євромайдану і Автомайдану, політичних і громадських організацій, депутати, урядовці.
Поховали Йосипа Шилінга на сільському цвинтарі.
1 червня 2014 року, в приміщенні вороблевицької школи, в якій навчався Йосип Шілінг, відкрито меморіальну дошку Герою Небесної сотні.

### Нагороди
- Звання Герой України з удостоєнням ордена «Золота Зірка» (21 листопада 2014, посмертно) — за громадянську мужність, патріотизм, героїчне відстоювання конституційних засад демократії, прав і свобод людини, самовіддане служіння Українському народу, виявлені під час Революції гідності[2]
- Медаль «За жертовність і любов до України» (УПЦ КП, червень 2015) (посмертно)[3]